# Vangueria esculenta
Vangueria esculenta är en måreväxtart som beskrevs av Spencer Le Marchant Moore. Vangueria esculenta ingår i släktet Vangueria och familjen måreväxter. Inga underarter finns listade i Catalogue of Life.